# 玉津村 (兵庫県)
玉津村（たまつむら）は、兵庫県明石郡にあった村。現在の神戸市西区玉津町各町と森友・中野・宮下・二ツ屋・水谷・小山・丸塚・和井取および天が岡・長畑町の各一部にあたる。

## 地理
- 河川：明石川、櫨谷川、伊川

## 歴史
- 1889年（明治22年）4月1日 - 町村制の施行により、高津橋村・今津村・水谷村・西河原村・新方村・上池村・下津橋村・田中村・居住村・小山村・新村・二屋村・吉田村・森友村の区域をもって発足。
- 1947年（昭和22年）3月1日 - 神戸市（垂水区）に編入。同日玉津村廃止。
- 1982年（昭和57年）8月1日 - 分割により、旧村域が西区の一部となる。

## 経済

### 産業
- 農業

『大日本篤農家名鑑』によれば、玉津村の篤農家は「加藤繁松、吉川昌三」などである。

## 交通

### 道路
現在は旧村域に第二神明道路の玉津インターチェンジが所在するが、当時は未開通。